# Острови Лайн
Острови Лайн (англ. Line Islands) — архіпелаг, що складається з 11 островів Полінезії. 

## Загальна інформація
Розташовані в центральній частині Тихого океану, південніше Гавайських островів. Узагальнена сучасна назва Лайн (від англійського The Line — «екватор») пов'язана з розташуванням островів обабіч екватора. 
Вісім островів належать Кірибаті, інші три входять до зовнішніх малих островів США. Острови, що належать Кірибаті, перебувають у найраннішому часовому поясі у світі — UTC+14: години та хвилини тут збігаються з часом на Гаваях, але час зсунуто на одну добу вперед, і різниця в часі з деякими островами в Океанії становить 26 годин.
Острів Різдва (Кіритиматі) є найбільшим атолом у світі за площею суходолу.

## Географія
Острови Лайн географічно поділяють на три групи — північні, центральні та південні острови.
| Атол/Острів/Риф | Площа острова, км² | Лагуна, км² | Населення, чол. (2010) | Координати                                                    | Статус                        |
| --- | ------------------ | ----------- | ---------------------- | ------------------------------------------------------------- | ----------------------------- |
| Північні Острови Лайн |                    |             |                        |                                                               |                               |
| Риф Кінгмен | 0,01               | 60          | —                      | 6°24′ пн. ш. 162°24′ зх. д. / 6.400° пн. ш. 162.400° зх. д.   | неінкорпорована територія США |
| Атол Пальміра | 3,9                | 8           | 4                      | 5°52′ пн. ш. 162°6′ зх. д. / 5.867° пн. ш. 162.100° зх. д.    | неінкорпорована територія США |
| Тераїна | 9,55               | 2*          | 1155                   | 4°43′ пн. ш. 160°24′ зх. д. / 4.717° пн. ш. 160.400° зх. д.   | Кірибаті                      |
| Табуаеран (Фаннінг) | 33,73              | 110         | 2539                   | 3°52′ пн. ш. 159°22′ зх. д. / 3.867° пн. ш. 159.367° зх. д.   | Кірибаті                      |
| Кіритіматі (Острів Різдва) | 388,39             | 217,61      | 5115                   | 1°53′ пн. ш. 157°24′ зх. д. / 1.883° пн. ш. 157.400° зх. д.   | Кірибаті                      |
| Центральні Острови Лайн |                    |             |                        |                                                               |                               |
| Острів Джарвіс | 5                  | —           | —                      | 0°22′ пд. ш. 160°03′ зх. д. / 0.367° пд. ш. 160.050° зх. д.   | неінкорпорована територія США |
| Острів Молден | 39,3               | 13*         | —                      | 4°01′ пд. ш. 154°59′ зх. д. / 4.017° пд. ш. 154.983° зх. д.   | Кірибаті                      |
| Острів Старбак | 16,2               | 4*          | —                      | 5°37′ пд. ш. 155°56′ зх. д. / 5.617° пд. ш. 155.933° зх. д.   | Кірибаті                      |
| Південні Острови Лайн |                    |             |                        |                                                               |                               |
| Атол Каролайн | 3,76               | 6,3         | —                      | 9°57′ пд. ш. 150°13′ зх. д. / 9.950° пд. ш. 150.217° зх. д.   | Кірибаті                      |
| Острів Восток | 0,24               | —           | —                      | 10°06′ пд. ш. 152°25′ зх. д. / 10.100° пд. ш. 152.417° зх. д. | Кірибаті                      |
| Острів Флінт | 3,2                | 0,01        | —                      | 11°26′ пд. ш. 151°48′ зх. д. / 11.433° пд. ш. 151.800° зх. д. | Кірибаті                      |
| Острови Лайн | 503,28             | 422,42      | 8813                   |                                                               |                               |
| * Площу лагун, позначену зірочкою, включено до площі островів, оскільки їх води, на відміну від типових атолів, повністю ізольовані від океану. |                    |             |                        |                                                               |                               |

## Історія
В XIX столітті вели видобуток гуано на островах Молден, Старбак, Джарвіс, Різдва, Каролайн, Фаннінг.
Острови були анексовані Великою Британією в 1888 році для прокладання Тихоокеанського кабелю через Табуаеран (у той час — Фаннінг). Кабель використовувався з 1902 по 1963 роки за винятком короткого періоду у 1914 році.
На початку 1950-х років на островах Кіритіматі та Молден проводилися ядерні випробування.

## Населення
Тільки три острови є населеними, загальне населення складає 9236 жителів (за переписом 2010 року), з яких 5586 живуть на Кіритіматі, 1960 на Табуаерані та 1690 на Тераїні. У 1900 році загальне населення цих трьох атолів становило близько 300 чоловік.

## Економіка
Основні галузі економіки — рибальство, видобуток копри, вирощування хлібного дерева.